# Derde Conferentie van Washington
De Derde Conferentie van Washington (codenaam TRIDENT) was een conferentie welke werd gehouden in Washington D.C.. De vergadering vond plaats van 12 mei 1943 tot 27 mei 1943 en ging over de verder te bewandelen strategie. Deelnemers aan de conferentie waren de president van de Verenigde Staten, Franklin D. Roosevelt, en de premier van het Verenigd Koninkrijk Winston Churchill
Er werd onder andere gesproken over het vervolg van de Italiaanse Veldtocht en er werd gesproken over luchtaanvallen boven Duits grondgebied. Tevens kwam de situatie omtrent de Pacifische Oorlog ter sprake. Hierbij ging het onder andere over de inzet van het aantal troepen en materiaal.